# Château de Pymont (Jura)
Ne doit pas être confondu avec Château de Pymont.
Le château de Pymont est un château médiéval situé sur la commune de Villeneuve-sous-Pymont dans le département du Jura, à 2 ou 3 km au nord de Lons-le-Saunier. Il n'en reste plus que des ruines peu visibles et non accessibles au public.
Il fait l’objet d’une inscription au titre des monuments historiques depuis le 28 décembre 1994.

## Historique

### Origines
Le château de Pymont a été construit au milieu du XIIIe siècle par la famille de Vienne, sa première mention date de 1237 mais apparemment elle serait de 1256.
Le château est implanté sur une butte en avant du premier plateau jurassien ; il couvre une superficie de 5 000 m2, dont 2 800 protégés par un rempart. Il est l'un des trois châteaux protégeant la cuvette de Lons-le-Saunier avec ceux de Montmorot et de Montaigu et la domine d'une bonne centaine de mètres.
La construction nécessita beaucoup de main-d'œuvre, composée de tailleurs de pierres, carriers, maçons, maîtres d'œuvre, charpentiers, tuiliers, forgerons… tous venant de la population avoisinante. Il fallut des manouvriers pour transporter le bois, le couper… Un tel déploiement d'énergie donna des sorties pécuniaires difficilement chiffrables que seule une grande famille comme les Vienne pouvait se permettre. Un tel château coûta cher ce qui expliqua l'accord passé entre les Vienne et les Chalon en octobre 1253, pour s'interdire de construire un nouveau château dans le val de Lons.

### XIVe–XVesiècle
En 1364, un accord entre les châteaux de Pymont et Montaigu et la ville de Lons-le-Saunier précise qu'en cas de danger, des cornes d'appel serviraient à lancer un appel à l'aide ; des secours devront être portés à celui qui cornera.
Le château de Pymont fut gouverné par les Vienne jusqu'en novembre 1369, quand Marguerite de Vienne, dame de Pymont, Montmorot et Lons en partie (Saint-Désiré), femme de Louis Ier de Chalon-Arlay (voir ci-dessous), le cède à Hugues II de Chalon-Arlay, son beau-frère. En fait, Marguerite n'avait Pymont que pour la seigneurie éminente, la suzeraineté, l'autre part étant échue à son demi-frère aîné Guy de Vienne de Ruffey : ils étaient deux des enfants de Philippe II de Vienne, issus de ses deux lits.   
En 1295, les barons comtois se révoltent contre le roi de France Philippe le Bel, qui a réussi à mettre la main sur la Comté par un accord avec le comte de Bourgogne Othon IV, mais se soumettent en 1301.
En 1340, Philippe II de Vienne, seigneur de Lons en partie, petit-fils de Philippe Ier de Vienne (cf. Sainte-Croix pour les parentés), passe pour avoir été excommunié pour fausse monnaie par l'archevêque de Besançon, Hugues de Vienne, son oncle. Il aurait contrefait des monnaies de l'archevêché et du roi Philippe VI. La peste noire touche le château de Pymont en 1349.
Lors du passage des Grandes compagnies en Franche-Comté, l'une d'elles prend le château en 1361 sous le commandement d'un audacieux capitaine, Jacques Huet, attaquant la garnison par surprise ; les futurs Louis Ier (1337-1366), seigneur d'Arguel, Cuisseaux et Vitteaux ; mari de Marguerite de Vienne et père de Jean III de Chalon-Arlay, prince d'Orange, † 1418), et son frère aîné Hugues II (1334-1392) ; deux fils de Jean II sont même faits prisonniers et rançonnés par Huet, chef des Routiers, mais le château est repris peu de temps après.
Sans postérité, Hugues II de Chalon-Arlay, qui tenait donc Pymont (en partie) de sa belle-sœur Marguerite de Vienne depuis 1369, en fit donation le 8 juillet 1385 à son demi-frère naturel, Jean bâtard de Chalon, sire de Montrichard, bailli d'Aval, † 1402, époux de Jeanne de Buvilly-Dieulefit, († 1401 ; avec postérité, leur fille Jeanne mariant Tristan de Toulongeon de Sennecey de Traves). Le 8 avril 1400, la part du bâtard de Chalon est acquise par Jacques de Vienne sire de Ruffey et de Chevreaux, fils de Guy ci-dessus et petit-fils de Philippe II de Vienne, qui revend le tout en 1419 à Humbert de Saubief. Les Saubief cèdent Pymont avant 1464 à Claude du Pin, puisque ce dernier est dit seigneur de Pymont en 1464. Son descendant Charles du Pin vend à Philippe de Gu(i)erche de Chenèvre en 1569.
S'ensuit une série de possesseurs : après Philippe, son fils Melchior de Guerche de Grozon (en 1584) puis son petit-fils Nicolas-Louis de Gu(i)erche d'Andelot sont seigneurs de Pymont. Ce dernier vend Pymont en 1627 à Étienne de Sappel de Villards-d'Héria, dont la fille Hélène épouse Gaspard de Reydet seigneur de Grilly et Choisy († 1682). Leur fille cadette Rémondine de Reydet de La Balme et son époux André-Gaspard de Livron vendent le 5 octobre 1682 Pymont à Emmanuel Jacquemet, un Lédonien, père d'Emmanuel et Jean-Baptiste Jacquemet. Un de ses descendants, Jacques-Joseph Jacquemet est le dernier sire de Pymont : il meurt à Lons le 30 mars 1831 sans postérité, laissant le domaine de Pymont à son neveu Claude-Joseph-Henri Oudet († 1842), père d'Henri, Henriette et Charles-Xavier Oudet.

## Description
Au sud du château se trouvait une enceinte grossièrement rectangulaire qui abritait la basse-cour où se trouvaient la garnison et la population qui se réfugiait dans le castel en cas d'attaque. Cette muraille est flanquée d'une tour circulaire et est protégé par un fossé sec, appelé « fossé à dos-d'âne ». Au nord se trouvait le donjon, défendu par une seconde enceinte, la chemise qui ferme l'espace réservé au seigneur et à ses proches par un pont-levis. On pouvait accéder à la cour seigneuriale par une poterne à deux arbalètes. Une citerne, d'une capacité de 24 m3, située au pied du donjon permettait de régler les problèmes d'eau potable. Au nord et à l'est du donjon se trouvaient un verger et un jardin accolé au système fortifié.
L'enceinte de la basse-cour épouse le premier escarpement rocheux. Le donjon est sur le point le plus élevé, il était construit sur le rocher pour en assurer la solidité.
Pour la chemise et le mur d'enceinte, on s'est souvent contenté d'une simple remise à niveau par un calage sommaire. Ce manque de soin apporté à l'édification de l'enceinte s'explique par la hauteur imposante du rocher qui empêchait tout travail de sape, les attaquants ne pouvaient ni abattre, ni dérocher. Le donjon et la tour d'angle étaient distants d'une portée de flèche et étaient disposés sur le versant est, le plus vulnérable en cas d'attaque.
Intérieur
À Pymont, les sols de certaines salles sont composées de carreaux de terre cuite vernissés ou non. Ils reposent généralement sur un sol constitué de couches alternées de terre, de sable ou de chaux. Les carreaux en terre cuite non vernis sont disposés parallèlement aux murs de la pièce. Les pavements ornés ont leurs éléments disposés diagonalement. Les carreaux à décor végétal sont groupés par 4, ou multiple de 4, et forment de splendides rosaces bicolores. Les carreaux simples courent le long des murs ou encadrent les rosaces.
La toiture du donjon a dû être d'abord réalisée en bois, puis en tuiles. Ici, l'utilisation des tuiles vernissées remontrerait au deuxième quart du XIVe siècle.

## Vie quotidienne

### Artisanat
On effectuait à Pymont plusieurs types d'artisanats : la métallurgie et la tabletterie.
On utilisait souvent pour la tabletterie du bois de cerf, présentant une qualité de résistance exceptionnelle. Les hommes affectés à la garde du château travaillaient les ramures de mues et trophées de chasse pour tromper leur ennui. Les ratés de fabrication étaient utilisés comme pièces de jeux (dés à jouer et jetons de jeu de tables), manches de couteaux ou d'outils, noix d'arbalètes… On a découvert que cet artisanat de l'os persista au XIVe siècle.
À l'ouest du donjon, un atelier de métallurgie travaillait à la fois le fer, le cuivre et le plomb. On a retrouvé dans ce secteur divers objets destinés à travailler le bois, le fer, l'os ou le cuir. Cela montre que le forgeron de Pymont est un mécanicien de château prêt à répondre aux besoins immédiats, agissant aussi bien réparateur que façonneur.
Le bronzier recycle les fragments et objets en alliages cuivreux. Ce bronzier s'est-il livré à des actes de faux-monnayage ? Les deux excommunications de 1340 et de 1363 ont frappé Philippe de Vienne pour fausse-monnaie.

### Garde du château
Comme les autres châteaux, le château de Pymont avait une garde permanente de jour comme de nuit. L'utilisation de cornes permettait aux châteaux du bassin lédonien de donner l'alarme en cas d'attaque et permettre à la population de se réfugier dans les châteaux, mais également de communiquer entre les châteaux du Revermont.

### Nourriture
On utilisait pour la chasse des billes en terre cuite glaçurée ou en plomb, on traquait le cerf, le chevreuil et le sanglier. Mais le produit de la chasse ne représentait que 5 % de la nourriture de Pymont. La pêche avait aussi une part importante dans l'alimentation, on pêchait des carpes, des perches et d'autres poissons.
On a trouvé des céramiques, du verre et des restes d'animaux qui ont permis de déterminer l'alimentation des habitants de Pymont. On consommait principalement des animaux domestiques comme le bœuf ou le porc, d'après les restes retrouvés, les seigneurs de Pymont préféraient la viande tendre des porcelets et des agneaux. Il y avait aussi le coq, l'oie et le paon. Ce sont les lièvres et les cerfs qui étaient le plus consommés pour le gibier. La chasse aux nuisibles a été pratiquée : renards, pies, putois, fouines…
Une activité viticole était pratiquée aux abords de Pymont.